# Reuteroscopus falcatus
Reuteroscopus falcatus är en insektsart som beskrevs av Van Duzee 1917. Reuteroscopus falcatus ingår i släktet Reuteroscopus och familjen ängsskinnbaggar. Inga underarter finns listade i Catalogue of Life.